# جوراشیچی
جوراشیچی (به صربی: Đurašići) یک منطقهٔ مسکونی در صربستان است که در پریژپولجه واقع شده‌است. جوراشیچی ۲۶۵ نفر جمعیت دارد.